# Henk Kompagnie
Hendrik (Henk) Meinen Kompagnie (Bergentheim, 17 oktober 1898 - Neuengamme, 9 januari 1945) was een Nederlandse politieman. Hij overleed tijdens de Tweede Wereldoorlog in het Duitse concentratiekamp Neuengamme. Hij was opgepakt omdat hij onderdak had verleend aan een onderduiker.

## Levensloop
Kompagnie groeide op als de tweede in een gezin van elf kinderen. Van huis uit was hij gereformeerd. Tijdens de Eerste Wereldoorlog nam hij dienst in het leger en was onder andere in Den Haag gestationeerd. Na de oorlog solliciteerde hij bij de politie in de Hofstad en werd aangenomen. In Den Haag maakte hij kennis met Riek Nieman. Zij trouwden en kregen samen zes kinderen.
Tijdens de Tweede Wereldoorlog was Kompagnie niet actief binnen het verzet. Hij durfde vanwege zijn gezin geen risico's te nemen. Wel waarschuwde hij af en toe op eigen initiatief personen bij wie een politie-inval stond gepland.  In februari 1944 kreeg Kompagnie van een collega de vraag of hij tijdelijk onderdak kon geven aan een onderduiker, waar hij mee instemde. Het ging om Jan Bakker, die was gedeserteerd uit de SS. Hij verbleef een tot twee weken bij Kompagnie. Kort na zijn vertrek kreeg Bakker een relatie met ene Marietje Rijp. Haar moeder Dora zag Bakker helemaal niet zitten en dreigde naar de Sicherheitsdienst te stappen om hen in te lichten over de verblijfplaats van Bakker, die als deserteur de doodstraf kon krijgen. Doordat Dora Rijp-Westerveld had geneusd in de papieren van Bakker was zij op de hoogte van de eerdere verblijfplaatsen van Bakker, waaronder het adres van Kompagnie.
Dora Rijp voegde uiteindelijk de daad bij het woord en stapte naar de Sicherheitsdienst. Daar werd ze ondervraagd door de SD-commandant Hans Munt. Door haar informatie werden Jan Bakker en de verzetsman Broer Vos, waar de voormalige SS'er eerder ondergedoken zat, opgepakt. De SD kwam ook Kompagnie op het spoor. Hij werd op 10 mei 1944 gearresteerd, terwijl hij in zijn moestuin aan het werk was. In de loop van de oorlog gaven de Duitsers steeds zwaardere straffen voor een relatief licht vergrijp als het verlenen van onderdak aan een onderduiker. In het geval van Kompagnie in het vijfde oorlogsjaar was van een lichte straf geen sprake meer. Via het zogenaamde Oranjehotel in Scheveningen belandde hij in Kamp Vught. In september 1944 werd hij op transport gezet naar het Duitse concentratiekamp Sachsenhausen. Bij zijn vertrek uit Vught wist hij nog een briefje uit de trein te gooien dat bij zijn familie werd bezorgd. Dit was tevens het laatste levensteken van Kompagnie. Op 9 januari 1945 overleed hij in Neuengamme, met als officiële reden "hartfalen". Zijn verraadster Dora Rijp-Westerveld werd na de oorlog veroordeeld tot vijf jaar gevangenisstraf.
De gemeente Den Haag vernoemde in 2009 een straat naar Kompagnie: de Henk Kompagnielaan. Zijn neef, historicus Jan Kompagnie, deed onderzoek naar het leven en de dood van zijn oom. In 2014 verscheen postuum het boek Held tegen wil en dank: Het tragische lot van een Haagse agent in bezettingstijd.